# Alexandre Kniajevitch
Alexandre Maksimovitch Kniajevitch, (en russe : Александр Максимович Княжевич), (1792-1872) était un homme politique russe. Il est ministre des finances de la Russie du 23 mars 1858 au 23 janvier 1862, et siège ensuite au Conseil d'État de l'empire russe jusqu'à sa mort.

## Biographie

### Jeunesse
Alexandre Kniajevitch est né dans une famille originaire de Serbie. Son père, Maxime Dmitrievitch, quitta la Serbie pour l’Autriche puis la Russie en 1773, et fut recruté dans la cavalerie. Il entra finalement dans la fonction publique et devint procureur provincial à Oufa, ville natale d'Alexandre. La famille s’installe ensuite à Kazan, où son père poursuit sa carrière de fonctionnaire. Alexandre Kniajevitch étudie au gymnase de Kazan, puis entre en 1805 à l’université de Kazan, où il se révèle être un élève brillant. Au cours de sa dernière année d'études, l'un de ses professeurs de mathématiques fondamentales tombe malade et la faculté lui demande de donner cours à sa place. Il n'a alors que 17 ans.
En 1811, Alexandre Kniajevitch s’installe avec ses trois frères dans la ville de Saint-Pétersbourg, où il rejoint le ministère des finances. En 1815, il est envoyé à Vienne dans le cadre d’une commission chargée de résoudre les conflits qui pourraient survenir entre la Russie et l’Autriche à la suite du Congrès de Vienne. Alors qu'il occupe ce poste, il se lie d'amitié avec l'intendant général (et futur ministre des finances) Georges Cancrin, et devient l'un de ses plus proches collaborateurs. En parallèle de sa carrière dans l'administration, Kniajevitch s'adonne avec ses frères à l'une de ses passions, la littérature. En 1822, les frères co-publient une sélection de traductions d'ouvrages de fiction. Son activité d’édition donne à Kniajevitch des connexions dans les milieux littéraires.
En 1823, il épouse la fille de la baronne Whitingausen, une proche de l’impératrice Alexandra Feodorovna de Russie. La carrière de Kniajevitch s'accélère.

### Entrée au ministère des finances
En 1830, il devient responsable du Comité pour l'amélioration de l’agriculture. Après vingt ans de service exemplaire, il reçoit le poste de vice-directeur du département du Trésor. Peu de temps après cette nomination, il devient également directeur de cabinet et, en 1844, directeur du Trésor public.
Au cours de ses années au ministère des Finances, Kniajevitch acquiert une réputation de réformateur modéré, libéral, impassible. En règle générale, il ne formulait pas de projets de sa propre initiative, mais appuyait volontiers les changements qui lui semblaient acceptables et utiles. Ainsi, en 1852, Kniajevitch et Pavel Pavlovitch Gagarine soutiennent les ambitions réformatrices du comte Paul Kisseleff. À la suite d’intrigues menées par la magistrature conservatrices, le tsar Nicolas Ier rejette ce projet.
Entre 1859 et 1861, alors que les réformes du tsar Alexandre II battent leur plein, Kniajevitch prône une solution de compromis à la réforme de la condition paysanne, se montrant plus modéré que l'empereur mais plus audacieux que les conservateurs menés par Pavel Pavlovitch Gagarine.
La carrière d’Alexandre Kniajevitch ne se déroula pas sans heurts. En dépit de l'amitié qui le liait au ministre des finances Cancrin, il semblerait que Kniajevitch ait eu de nombreux détracteurs. En tant que directeur du cabinet du ministre, puis directeur du département du Trésor de l’État, Kniajevitch avait été pressenti comme son successeur. Cependant, en 1840, Georges Cancrin, en voyage à l’étranger pour des raisons médicales, délégua son ministère non pas à Kniajevitch, mais à Fiodor Vrontchenko, à la surprise générale.
L'éviction de Kniajevitch a certainement été provoquée par des rumeurs l'entourant et concernant des pots-de-vin. En effet, Kniajevitch et ses frères étant parties prenantes au monde des affaires, et ayant été en contact avec divers investisseurs et commerçants peu scrupuleux, des juges conservateurs et des membres de la cour impériale cherchèrent à mener des intrigues contre lui. Ainsi, il fut accusé de corruption. Naturellement, ces intrigues endommagèrent sa réputation pendant un certain temps, même si les historiens les considèrent généralement aujourd'hui comme infondées.
En conséquence de ces accusations, Vrontchenko succéda à Cancrin au ministère des finances en 1844. Pendant toutes ces années, Kniajevitch continua à jouir d'une influence considérable au ministère des finances. Néanmoins, après la mort de Vronchenko en 1852, le poste de ministre des finances échut à Piotr Brok, peu qualifié pour gérer les finances publiques, mais disposant de nombreuses connexions à la cour.
Ces cinq années sous la direction de Brok furent les plus difficiles de la carrière d’Alexandre Kniajevitch. Fort de quarante ans d’expérience au ministère, il contestait fréquemment les décisions et les propositions du nouveau ministre, ce qui suscita une forte inimitié entre les deux hommes. En conséquence, en 1854, sous un faux prétexte, Kniajevitch fut démis de ses fonctions au sein du ministère des finances, recevant en échange une nomination honorifique au Sénat dirigeant.

### Ministre du Tsar Alexandre II
Ce n’est que le 23 mars 1858 qu’Alexandre Kniajevitch fut nommé en remplacement de Piotr Brok. Même s'il attendait cette nomination depuis longtemps, il l'accepta avec réticence. Parfaitement renseigné au sujet de la situation financière du pays à l’époque, il comprenait très bien que la tâche qui l'attendait ne serait pas aisée. En outre, il n'atteignit la position ministérielle tant attendue qu'à un âge avancé, étant déjà dans sa soixante-sixième année, avec une santé loin d'être excellente. Dans un premier temps, Kniajevitch alla voir l’empereur avec la ferme intention de refuser la nomination. Il dit sans détours à l’empereur qu’il « ne possédait pas les qualités et les capacités nécessaires à l'exercice de cette fonction, connaissant toutes les responsabilités et toutes les difficultés inhérentes à cette position, ainsi que ses faibles aptitudes », sans parler de son âge avancé et de la situation précaire des finances publiques. Cependant, le tsar Alexandre II resta ferme et lui promis son soutien. Alexandre Kniajevitch accepta la nomination.
La Guerre de Crimée, qui dura de 1853 à 1856, avait eu des conséquences désastreuses à la fois pour le système financier et pour l'équilibre politique de l’empire, ainsi que la direction désastreuse du ministère des finances sous Piotr Brok. Les marchés obligataires et monétaires européens ayant été fermés à la Russie, il fut impossible de reconstituer le Trésor par le biais de prêts extérieurs. Par conséquent, les stocks de métaux diminuèrent et la masse monétaire augmenta. Ainsi, au cours des deux dernières années de Brok au ministère des finances, entre 1855 et 1856, près d’un demi-milliard de billets furent imprimés. Ces mesures étaient tardives et inefficaces, et chaque année, l’état des finances publiques se détériorait davantage. C’est dans cette situation que Brok fut congédié et remplacé par Kniajevitch, qui disposait d'une solide réputation dans le monde des affaires.
En 1859 fut établie une commission chargée d’examiner le système de subventions et de taxes qui existait alors depuis plus de vingt ans. Parmi ses projets figurèrent l’introduction d’une taxe sur l’immobilier dans les villes et les campagnes, la transformation du système de perception de la taxe sur le sel, le rattachement de la taxe foncière aux recettes générales de l’État, l’adoption de la charte sur l’industrie aurifère, une réforme des droits de timbre et l’accise sur le sucre.
Les réformes des années 1860 entraînèrent des changements majeurs dans le domaine financier. Kniajevitch unit d'abord toutes les institutions de crédit préexistantes pour créer la Banque d’État de l'Empire russe en 1860. La totalité des fonds déposés dans les banques publiques, auprès des institutions financières d’État, du trésor et des organismes de bienfaisance publics furent mis à sa disposition, et leur gestion fut confiée au ministère des Finances. La Banque d'Etat fut chargée de maintenir à la fois la stabilité de monnaie et le développement économique de l'Empire. Au départ, son rôle fut principalement de centraliser la prise de décision en matière monétaire.
Kniajevitch était particulièrement préoccupé par l'état déplorable du budget et des finances de l’État. Il accorda une grande attention à la politique monétaire dès les premiers jours. Les emprunts des dix années précédentes furent consolidés et leur taux placé à 4 et 5 pour cent, et les fonds manquants furent obtenus par l'intermédiaire de prêts extérieurs et intérieurs par des émissions spéciales de billets. Kniajevitch considérait comme anormale la taille de la masse monétaire en Russie, et souhaitait sortir du papier-monnaie à la valeur fluctuante et revenir rapidement à un système fondé sur le métal.
Au cours de son mandat ministériel de quatre ans, Kniajevitch réussit à réduire considérablement le déficit budgétaire des années précédentes, principalement en augmentant les recettes (taxes sur les courriers postaux, droits de timbre, accise sur le tabac, le goudron et le sucre). Il mit également en place un système d'accise sur l'alcool. Cependant, les augmentations d’impôts et la lenteur de la résorption du déficit budgétaire provoquèrent le mécontentement de la population.
Sous la direction de Kniajevitch, les barrières douanières furent considérablement augmentées, mais de nombreux assouplissements furent introduits pour l’industrie russe naissante. En particulier, l’importation de fer, de fonte, de pièces de machines industrielles, d'outils et de matériel agricole se faisait en franchise de tous droits de douane. Pour faciliter l’acquisition d’installations de production, les industriels russes furent autorisés à contracter des crédits à l’étranger pour payer les machines, et d’autres mesures visant à faciliter l’importation d’équipements furent prises. Afin d'améliorer la balance du commerce extérieur, un certain nombre de droits à l'exportation furent également abolis.
Kniajevitch s’est également avéré être un partisan de l'investissement privé et a fourni aux compagnies de chemin de fer des privilèges spéciaux en matière de douanes et de droits de timbre. Sous Kniajevitch, des mesures actives furent également prises pour développer l’extraction de l’or et des traités furent conclus à ce propos avec des puissances asiatiques. Par exemple, l’importation de thé cantonais fut autorisée, principalement pour vaincre la contrebande généralisée. Kniajevitch a également déployé toute son ingéniosité pour financer la réforme paysanne de 1861, a élaboré des projets de charte commerciale en 1860 et de législation sur les actionnaires en 1861.
Kniajevitch est un fervent partisan de la transparence dans le domaine du budget et de la gestion financière, cependant, il n’a pu réaliser ses ambitions en la matière qu'à la veille de sa démission.
Se sentant très fatigué, malade et incapable de supporter le lourd fardeau de sa tâche, le 23 janvier 1862, Alexandre Kniajevitch démissionne, à l’âge de soixante-dix ans.